# Mistrzostwa Europy Juniorów w Saneczkarstwie 1978
24. Mistrzostwa Europy juniorów w saneczkarstwie 1978 odbyły się 14 stycznia w Winterbergu, w RFN. Rozegrane zostały trzy konkurencje: jedynki kobiet, jedynki mężczyzn oraz dwójki mężczyzn. W klasyfikacji medalowej najlepsi byli reprezentanci gospodarzy.

## Terminarz
| Data             | Miejscowość | Konkurencja      | Złoto                           | Srebro                          | Brąz                                        |
| ---------------- | ----------- | ---------------- | ------------------------------- | ------------------------------- | ------------------------------------------- |
| 14 stycznia 1978 | Winterberg  | Jedynki kobiet   | Roswitha Stenzel                | Bettina Schmidt                 | Andrea Fendt                                |
| 14 stycznia 1978 | Winterberg  | Jedynki mężczyzn | Uwe Handrich                    | Jürgen Gerhard                  | Johannes Schettel                           |
| 14 stycznia 1978 | Winterberg  | Dwójki mężczyzn  | Johannes Schettel Patric Werner | Volker Sotzmann Volker Dietrich | Wiaczesław Szczugurow Władimir Tereszczenko |

## Wyniki

### Jedynki kobiet
- Data / Początek: Sobota 14 stycznia 1978

| Medal | Zawodniczka           | Narodowość     |
| ----- | --------------------- | -------------- |
|       | Roswitha Stenzel      | NRD            |
|       | Bettina Schmidt       | NRD            |
|       | Andrea Fendt          | RFN            |
| 4.    | Heike Popel           | NRD            |
| 5.    | Regina König          | RFN            |
| 6.    | Ingrida Amantowa      | ZSRR           |
| 7.    | Marie-Louise Rainer   | Włochy         |
| 8.    | Eleonora Czeremisina  | ZSRR           |
| 9.    | Jana Vickova          | Czechosłowacja |
| 10.   | Angelika Auckenthaler | Włochy         |
| 11.   | Ingrid Stolz          | Austria        |
| 12.   | Christine Brunner     | Austria        |
| 13.   | Teresa Kruczek        | Polska         |
| 14.   | Ilse Mayregger        | Austria        |

### Jedynki mężczyzn
- Data / Początek: Sobota 14 stycznia 1978

| Medal | Zawodnik              | Narodowość        |
| ----- | --------------------- | ----------------- |
|       | Uwe Hendrich          | NRD               |
|       | Jürgen Gerhard        | NRD               |
|       | Johannes Schettel     | RFN               |
| 4.    | Rainer Krall          | NRD               |
| 5.    | Michael Walter        | NRD               |
| 6.    | Dieter Weitzenberg    | RFN               |
| 7.    | Helmut Brunner        | Włochy            |
| 8.    | Christoph Weitzenberg | RFN               |
| 9.    | Hans Stanggassinger   | RFN               |
| 10.   | Wiaczesław Szczugurow | ZSRR              |
| 11.   | Władimir Tereszczenko | ZSRR              |
| 12.   | Zdzisław Janisz       | Polska            |
| 13.   | Werner Mayregger      | Austria           |
| 14.   | Jiri Frydrych         | Czechosłowacja    |
| 15.   | Per Ove Vedin         | Szwecja           |
| 16.   | Rode Larsen           | Norwegia          |
| 17.   | Zdenek Strnad         | Czechosłowacja    |
| 18.   | Peter Stefanik        | Czechosłowacja    |
| 19.   | Otto Mayregger        | Austria           |
| 20.   | Franz Wilhelmer       | Austria           |
| 21.   | Josef Wahinger        | Austria           |
| 22.   | Miroslav Zajonc       | Stany Zjednoczone |
| 23.   | östen Nilsson         | Szwecja           |
| 24.   | Peter Hill            | Szwecja           |
| 25.   | Hans Carlsson         | Szwecja           |
| 26.   | Ryszard Oracz         | Polska            |
| 27.   | Frode Kutsen          | Norwegia          |
| 28.   | Piotr Więckowski      | Polska            |
| 29.   | Svein Romstad         | Norwegia          |
| 30.   | Erich Gander          | Włochy            |

### Dwójki mężczyzn
- Data / Początek: Sobota 14 stycznia 1978

| Medal | Zawodnik                                    | Narodowość     |
| ----- | ------------------------------------------- | -------------- |
|       | Johannes Schettel Patric Werner             | RFN            |
|       | Volker Sotzmann Volker Dietrich             | NRD            |
|       | Wiaczesław Szczugurow Władimir Tereszczenko | ZSRR           |
| 4.    | Zdzisław Janisz Ryszard Oracz               | Polska         |
| 5.    | Hans Stangassinger M Braun                  | RFN            |
| 6.    | Miroslav Zajonc Peter Stefanik              | Czechosłowacja |
| 7.    | Werner Mayregger Otto Mayregger             | Austria        |
| 8.    | Hans Carlsson Peter Hill                    | Szwecja        |
| 9.    | Oldrich Strnad Jiri Frydrych                | Czechosłowacja |
| 9.    | Erich Gander Walter Brunner                 | Włochy         |
| 11.   | Franz Wilhelmer Gerhard Hirzegger           | Austria        |
| 12.   | Michael Körner Harald Schmidt               | NRD            |

## Klasyfikacja medalowa
| Miejsce | Państwo |   |   |   | Razem |
| ------- | ------- | - | - | - | ----- |
| 1.      | NRD     | 2 | 3 | 0 | 5     |
| 2.      | RFN     | 1 | 0 | 2 | 3     |
| 3.      | ZSRR    | 0 | 0 | 1 | 1     |